# 2011
Cette page concerne l'année 2011 (MMXI en chiffres romains) du calendrier grégorien.
 (janvier 2025).
2011 est une année commune qui commence un samedi. C'est la 2011e année de notre ère, la 11e du IIIe millénaire et du XXIe siècle et la 2e de la décennie 2010-2019.

## Autres calendriers
L'année 2011 du calendrier grégorien correspond aux dates suivantes :
- Calendrier berbère : 2960 / 2961
- Calendrier bouddhiste : 2553 / 2554
- Calendrier chinois : 4708 / 4709 (le Nouvel An chinois 4709 de l'année du lièvre de métal a lieu le 3 février 2011[1])
- Calendrier hébraïque : 5771 / 5772 (le 1er tishri 5772 a lieu le 29 septembre 2011[2])
- Calendrier indien : 1932 / 1933 (le 1er chaitra 1933 a lieu le 22 mars 2011[2])
- Calendrier japonais : 23 de l'Ère Heisei (le calendrier japonais utilise les jours grégoriens)
- Calendrier musulman : 1432 / 1433 (le 1er mouharram 1433 a lieu le 27 novembre 2011[2])
- Calendrier persan : 1389 / 1390 (le 1er farvardin 1390 a lieu le 21 mars 2011[2])
- Calendrier républicain : 219 / 220 (le 1er vendémiaire 220 a lieu le 23 septembre 2011[2])
  - Jours juliens : 2 455 562,5 à 2 455 927,5[3],[2]

## Célébrations
- Année internationale de la chimie par l’Assemblée générale des Nations unies, initiative qui souligne le 100e anniversaire du prix Nobel de chimie accordé à Marie Curie[4].
- Année internationale des forêts par l’Assemblée générale des Nations unies[5].
- Année internationale de la chauve-souris par le Programme des Nations unies pour l'environnement[6].
- Année mondiale vétérinaire[7].
- Année de la supraconductivité célébrant le centenaire de la découverte de la supraconductivité[8].
- Année Liszt célébrant le bicentenaire de sa naissance[9].
- Année des outre-mer français[10].
- Tallinn, capitale de l’Estonie, et Turku, ville finlandaise, désignées Capitales européennes de la culture.
- Buenos Aires, en Argentine, Capitale mondiale du livre (Unesco).

## Chronologie mensuelle

### Janvier
- 1er janvier :
  - entrée de l'Estonie dans la zone euro, dont elle devient le 17e membre[11] ;
  - la Hongrie prend la présidence tournante de l'Union européenne et succède à la Belgique ;
  - investiture de Dilma Rousseff en tant que présidente de la république fédérative du Brésil ;
  - la France prend la présidence tournante du G8 ;
  - aux États-Unis, investiture des députés de la Chambre des représentants et des sénateurs élus le 2 novembre précédent lors des mid-terms dites élections de mi-mandat ;
  - aux États-Unis, à Pittsburgh dans l'État de Pennsylvanie, 4e édition de la Classique hivernale de la Ligue nationale de hockey.
- 4 janvier : éclipse solaire partielle en Europe.
- 8 janvier : 
  - Afrique : Prise d'otages au Sahel où deux ressortissants français Vincent Delory et Antoine de Léocour, enlevés au Niger, ont trouvé la mort au Mali. Revendiquée par AQMI (Al-Qaïda au Maghreb islamique)
  - États-Unis : Fusillade mortelle à Tucson.
- 11 janvier : réunion du Forum pour le futur à Doha (Qatar)[12].
- 13 janvier au 31 : championnat du monde de handball masculin 2011 en Suède.
- 14 janvier (Tunisie) : le Premier ministre Mohamed Ghannouchi annonce le départ du président de la République Zine el-Abidine Ben Ali à la suite de la révolution tunisienne de 2010-2011.
- 15 janvier : l'inspection générale des affaires sociales (IGAS) rend ses conclusions sur le Mediator qui aurait causé la mort de 1 500 personnes au moins entre 1975 et 2010.
- 15 au 23 janvier (Détroit, États-Unis) : salon automobile[13].
- 16 janvier : congrès national du Front national à Tours pour désigner le successeur de Jean-Marie Le Pen entre Marine Le Pen et Bruno Gollnisch.
- 17 au 20 janvier : sommet mondial sur les énergies futures à Abou Dabi[14].
- 19 janvier : début du procès en appel de Charles Pasqua dans l'affaire de l'Angolagate (jusqu'au 4 mars peut-être plus).
- 21 janvier : Jean-Marie Messier est condamné à 3 ans de prison avec sursis dans l'affaire Vivendi Universal par le tribunal correctionnel de Paris[15].
- 23 janvier :
  - élection présidentielle au Portugal ;
  - élections présidentielles et législatives en Centrafrique[16].
- 23 au 26 janvier : marché international de l'édition musicale (MIDEM) à Cannes[17].
- 24 janvier : lancement de l'Année internationale de la forêt décrétée par l'assemblée générale des Nations unies.
- 24 janvier : un attentat à l'aéroport Domodiedovo, proche de Moscou en Russie, provoque 35 morts et plus de 130 blessés.
- 24 au 31 janvier : sommet de l'Union africaine à Addis-Abeba, Éthiopie[18].
- 25 janvier : Début de la révolution égyptienne où de violents heurts entre opposants à Moubarak et forces de l’ordre ont éclaté en réclamant la démission de Hosni Moubarak alors président de la république arabe d'Égypte depuis 1981.
- 26 au 30 janvier : forum économique mondial à Davos, Suisse[19].

### Février
- 1er février : le taux de chômage en Allemagne atteint son plus bas historique depuis 1992 à 7,4 % de la population active[20]
- 2 février : lancement par Rupert Murdoch de The Daily, premier quotidien exclusivement destiné au support numérique[20].
- 3 février :
  - nouvel an chinois, début de l'année du lapin ;
  - lancement officiel de l’année du Mexique en France[21].
- 4 février au 19 mars : tournoi des Six Nations 2011 en rugby à XV.
- 6 février : Super Bowl XLV, 45e finale annuelle de la National Football League de football américain, à Arlington, Texas.
- 2 au 6 février : salon Rétromobile à Paris, France.
- 6 au 11 février : 9e Forum social mondial à Dakar, Sénégal[22]
- 7 au 20 février : championnats du monde de ski alpin à Garmisch-Partenkirchen, Allemagne.
- 10 février :
  - Berlinale festival international du film à Berlin[23].
  - début des pourparlers de paix en Malaisie entre le gouvernement philippin et la direction de la rébellion communiste[24]
  - Le Portrait de Paul Éluard de Salvador Dalí est vendu aux enchères par Sotheby's à Londres pour 15,8 millions d'euros, record pour une œuvre du peintre espagnol[20].
- 11 février : annonce à la télévision de la démission du président égyptien Mohammed Hosni Moubarak par son vice-président, Omar Souleiman[20].
- 15 février : en Libye, un sit-in est dispersé par la force à Benghazi.
- 17 février :
  - les contestataires appellent à une « journée de la colère » en Libye ; les manifestations contre le régime de la Jamahiriya arabe libyenne, du colonel Kadhafi, sont violemment réprimées et dégénèrent en véritables affrontements armés. Début de la première guerre civile libyenne[25].
  - manifestations en Belgique alors que le pays est sans gouvernement depuis 249 jours, un record de vacance de pouvoir jusqu'alors détenu par l'Irak[20].
- 19 février : coupe du monde de cricket en Inde, au Sri Lanka et au Bangladesh.
- 22 février : Séisme en Nouvelle-Zélande
- 23 février : la journée de grève générale en Grèce contre la politique d'austérité du gouvernement est émaillée de violents heurts entre manifestants et forces de l'ordre[20].
- 24 février : Boeing est choisi pour fournir d'ici 2017 179 avions ravitailleurs en vol à l'armée américaine, pour une valeur estimée à 35 millions de dollars[source insuffisante][20].
- 27 février : 83e cérémonie des Oscars au Kodak Theater à Los Angeles[26].

### Mars
- 11 mars : séisme de magnitude 9,0 sur l'échelle de Richter au large de Sendai au Japon, suivi d'un tsunami dévastateur et entraînant un accident à la centrale nucléaire de Fukushima.
- 17 mars : Résolution 1973 du Conseil de sécurité des Nations unies visant à protéger les populations civiles de la Libye.
- 18 mars : arrivée de la sonde MESSENGER en orbite autour de Mercure.
- 19 mars : début de l'intervention militaire multinationale en Libye sous l'égide de l'Organisation des Nations unies.
- 20 et 27 mars : élections cantonales françaises, qui renouvellent la moitié des conseillers généraux des départements.
- 24 mars : le Nord-Est de la Birmanie est frappé par un séisme de magnitude 6,8 sur l'échelle de Richter[27].
- 31 mars : le département de Mayotte est devenu officiellement le cent-unième département de France et son cinquième département d’outre-mer[28].

### Avril
- 3 avril : WrestleMania XXVII, événement annuel de catch, au Georgia Dome d'Atlanta, Géorgie, États-Unis.
- 6 avril : Nicolas Sarkozy, président de la République française, dévoile une plaque au Panthéon de Paris en l'honneur d'Aimé Césaire.
- 7 avril : fusillade de Realengo, un homme abat 12 personnes et fait 22 blessés par balle, c'est la première tuerie en milieu scolaire de l'histoire du Brésil.
- 9 avril : Fusillade d'Alphen-sur-le-Rhin, a Alphen-sur-le-Rhin, aux Pays-Bas. Au total, six personnes sont tuées, et dix-sept autres sont blessées.
- 11 avril : arrestation de Laurent Gbagbo
- 12 avril : cinquantième anniversaire du premier vol spatial habité effectué par le cosmonaute soviétique Youri Gagarine[29].
- 18 avril : inauguration du tramway de Reims.
- 22 avril : jour de la Terre.
- 28 avril : attentat au café Argana à Marrakech.
- 29 avril : mariage du prince William et de Catherine Middleton.

### Mai
- 1er mai : béatification de Jean-Paul II.
- 2 mai :
  - mort d'Oussama ben Laden (° 10 mars 1957, islamiste apatride, dirigeant principal du réseau jihadiste Al-Qaïda, tué au Pakistan par les forces américaines) ;
  - élection fédérale canadienne de 2011.
- 11 mai : séisme de magnitude 5,1 à Lorca (Espagne).
- 11 au 22 mai : 64e Festival de Cannes.
- 13 mai : attentat du 13 mai 2011 à Shabqadar au Pakistan, revendiqué par le Tehrik-e-Taliban Pakistan.
- 14 au 29 mai : quinzaine du commerce équitable en France[30].
- 14 mai :
  - arrestation de Dominique Strauss-Kahn et début de l'affaire portant son nom ;
  - l’Azerbaïdjan remporte le 56e concours Eurovision de la chanson 2011 à Düsseldorf avec la chanson Running Scared.
- 21 mai :
  - finale de la coupe d'Europe de rugby à XV 2010-2011 à Cardiff, au Pays de Galles.
  - cérémonie d'investiture d'Alassane Ouattara à la présidence de la république de Côte d'Ivoire qui se déroule en présence de chefs d'État étrangers à Yamoussoukro
- 22 mai:
  - élections locales en Espagne ;
  - internationaux de France de tennis 2011 à Roland-Garros, à Paris.
- 28 mai : finale de la Ligue des champions de l'UEFA au Wembley Stadium qui a vu la victoire du FC Barcelone sur Manchester United (3 buts à 1), Londres.

### Juin
- 1er juin :
  - éclipse solaire partielle ;
  - réélection de Joseph Blatter à la présidence de la FIFA.
- 5 juin : second tour de l'élection présidentielle au Pérou opposant Keiko Fujimori (Fuerza 2011) à Ollanta Humala (Alianza Gana Perú)[31].
- 15 juin : éclipse lunaire totale.
- 21 juin : Ban Ki-moon est réélu secrétaire général des Nations unies pour un 2e et dernier mandat de 5 ans, commençant le 1er janvier 2012.
- 27 juin : la Cour pénale internationale lance un mandat d'arrêt à l'encontre de Kadhafi accusé de crime contre l'humanité.
- 26 juin : coupe du monde de football féminin en Allemagne.

### Juillet
- 1er juillet :
  - éclipse solaire partielle
  - la langue amazighe est reconnue comme une des deux langues officielles du Maroc.
  - la Pologne succède à la Hongrie à la présidence de l'Union européenne.
- 1er et 2 juillet : mariage du Prince Albert II de Monaco et de Charlene Wittstock.
- 2 juillet : le Tour de France 2011 part de Vendée.L'australien Cadel Evans remporte cette 98e édition.
- 3 juillet : élections législatives en Thaïlande, remportées par le parti d'opposition Pheu Thai.
- 6 juillet :
  - Durban, Afrique du Sud : proclamation de la ville qui organisera les Jeux olympiques d'hiver de 2018. Pyeongchang (Corée du Sud) organisera les Jeux olympiques d’hiver de 2018.
  - 14e Gymnaestrada, rencontre internationale de gymnastique à Lausanne, en Suisse.
- 8 juillet : lancement de la dernière navette spatiale américaine.
- 9 juillet :
  - proclamation de l'indépendance du Soudan du Sud.
  - 1er jour des 12e Rencontres mondiales du logiciel libre.
- 13 juillet : sortie européenne du dernier volet de la saga Harry Potter
- 16 juillet : la sonde spatiale Dawn se satellise autour de l'astéroïde Vesta.
- 16 au 31 juillet : 14e Championnats du monde de natation 2011.
- 22 juillet : attentats à Oslo en Norvège.
- 23 juillet : 
  - accident ferroviaire de 2011 à Wenzhou.
  - fête nationale égyptienne.
- 27 juillet au 7 août : 22e Jamboree mondial du scoutisme en Suède.
- 29 juillet au 20 août 2011 : coupe du monde de football des moins de 20 ans 2011 en Colombie.

### Août
- 6 août : déclenchement d'émeutes à Londres dans le quartier de Tottenham.
- 5 au 14 août : festival interceltique de Lorient.
- 6 au 13 août : championnats du monde de Scrabble francophone à Montreux, en Suisse[32].
- 16 au 21 août : journées mondiales de la jeunesse 2011 à Madrid en Espagne.
- 21 au 28 août : 9e Mondial des SDF (sans domicile fixe) à Paris en France.
- 23 au 28 août : championnats du monde de judo 2011 à Paris-Bercy en France.
- 27 août au 4 septembre : championnats du monde d'athlétisme 2011 à Daegu en Corée du Sud.
- 31 août au 18 septembre : championnat d'Europe de basket-ball 2011 à Vilnius en Lituanie.

### Septembre
- 1er septembre (Canada) : extinction définitive du signal analogique au profit de la télévision numérique terrestre.
- 7 septembre : accident de l'avion transportant le Lokomotiv Iaroslavl, provoquant 43 morts.
- 9 septembre : ouverture de la Coupe du monde de rugby à XV 2011 en Nouvelle-Zélande[33].
- 11 septembre : inauguration du mémorial du World Trade Center à New York, aux États-Unis, dix ans après les attentats du 11 septembre 2001.
- 25 septembre : élections sénatoriales françaises de 2011.

### Octobre
- Élections nationales en Suisse.
- 9 octobre :
  - élections législatives en Pologne ;
  - élection présidentielle au Cameroun ;
  - premier tour de la primaire socialiste française, première du type en France.
- 14 octobre : ouverture de l'opéra royal de Mascate.
- 15 octobre : première journée mondiale des indignés.
- 16 octobre : Bound for Glory 2011, événement annuel de catch, au Liacouras Center de Philadelphie (Pennsylvanie, États-Unis).
- 20 octobre : Mouammar Kadhafi est capturé, lynché et tué dans les environs de Syrte.
- 23 octobre :
  - finale de la coupe du monde de rugby à XV 2011 à Auckland (Nouvelle-Zélande)[33] ;
  - élection de l'Assemblée constituante tunisienne.
- 31 octobre
  - « jour des 7 Milliards » décrétée par l'Organisation des Nations unies pour laquelle la projection démographique établit la population mondiale à 7 milliards en cette journée[34];
  - la Palestine adhère à l'Unesco en tant que membre titulaire.

### Novembre
- 2 novembre : Incendie criminel dans les locaux de l’hebdomadaire satirique Charlie Hebdo. Parution du numéro spécial Charia Hebdo : les 100 coups de fouet.
- 8 novembre :L'astéroïde Apollon (308635) 2005 YU55 passe à 325 000 kilomètres de la Terre.
- 20 novembre : élections générales espagnoles.
- 25 novembre : éclipse solaire ;  élections législatives au Maroc.
- 30 novembre (France) : extinction définitive du signal analogique au profit de la télévision numérique terrestre.

### Décembre
- 5 décembre : découverte de l'exoplanète Kepler-22 b au Ames Research Center de la NASA.
- 8 décembre : la tempête Friedhelm balaie le nord des îles Britanniques et la Scandinavie.
- 10 décembre :
  - éclipse lunaire totale ;
  - cérémonie de remise des prix Nobel.
- 11 décembre (France) : mise en service de la LGV Rhin-Rhône.
- 12 décembre (Tunisie) : élection à la présidence de la République de l'ancien opposant Moncef Marzouki.
- 15 décembre : la tempête Joachim frappe le Royaume-Uni et la France.
- 16 décembre : la tempête tropicale Washi aux Philippines provoque un millier de morts et disparus[35],[36].
- 17 décembre : mort de Kim Jong-il des suites d'une crise cardiaque, Kim Jong-un devient son successeur en Corée du Nord.
- 18 décembre : retrait des dernières forces américaines d'Irak.
- 25 décembre : attentats dans de nombreuses églises du Nigeria.
- 27 décembre : le vice-président iranien Mohammad Reza Rahimi menace de fermer le détroit d'Ormuz, envoi d'une flottille multinationale (France, Royaume-Uni, États-Unis) au golfe Persique.
- 31 décembre : fin du premier mandat de secrétaire général des Nations unies pour Ban Ki-moon (il fut réélu, le 21 juin dernier, pour un 2e et dernier mandat de 5 ans).
- 31 décembre : Arrestation du major Zakir Hossain au Bangladesh, ce qui permet de déjouer un coup d'État programmé pour le mois de janvier suivant.

### Date à préciser
- Retrait des Forces canadiennes d'Afghanistan

## Distinctions internationales

### Prix Nobel
Les lauréats du Prix Nobel en 2011 sont :
- Prix Nobel de chimie : Dan Shechtman.
- Prix Nobel de littérature : Tomas Tranströmer.
- Prix Nobel de la paix : Ellen Johnson Sirleaf, Tawakkol Karman et Leymah Gbowee.
- Prix Nobel de physiologie ou médecine : Bruce Beutler, Jules Hoffmann et Ralph Steinman
- Prix Nobel de physique : Saul Perlmutter, Brian P. Schmidt et Adam Riess.
- « Prix Nobel » d'économie : Thomas Sargent et Christopher A. Sims

### Autres prix
- Prix Pritzker (architecture) : Eduardo Souto de Moura.

## Décès en 2011

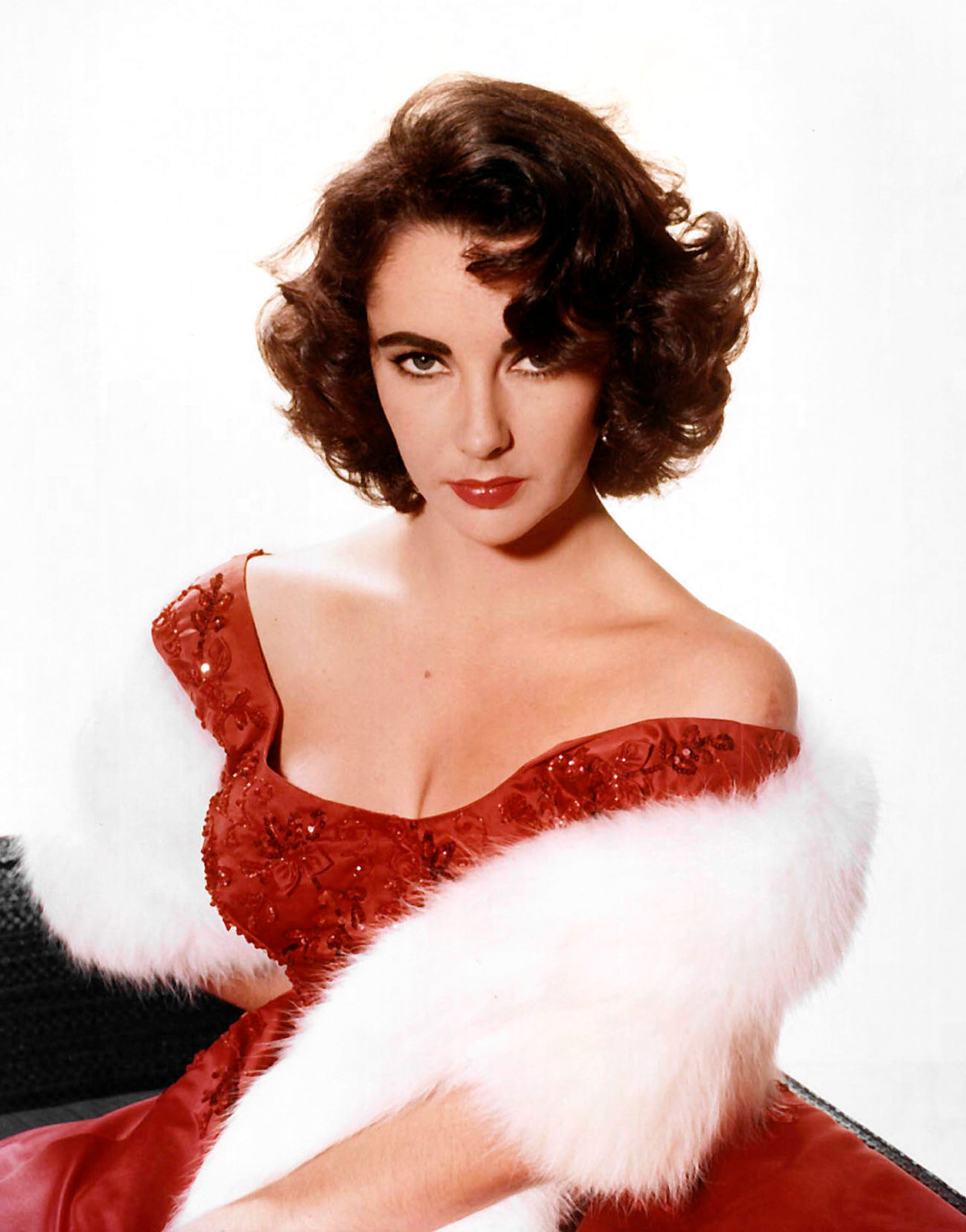
Elizabeth Taylor.

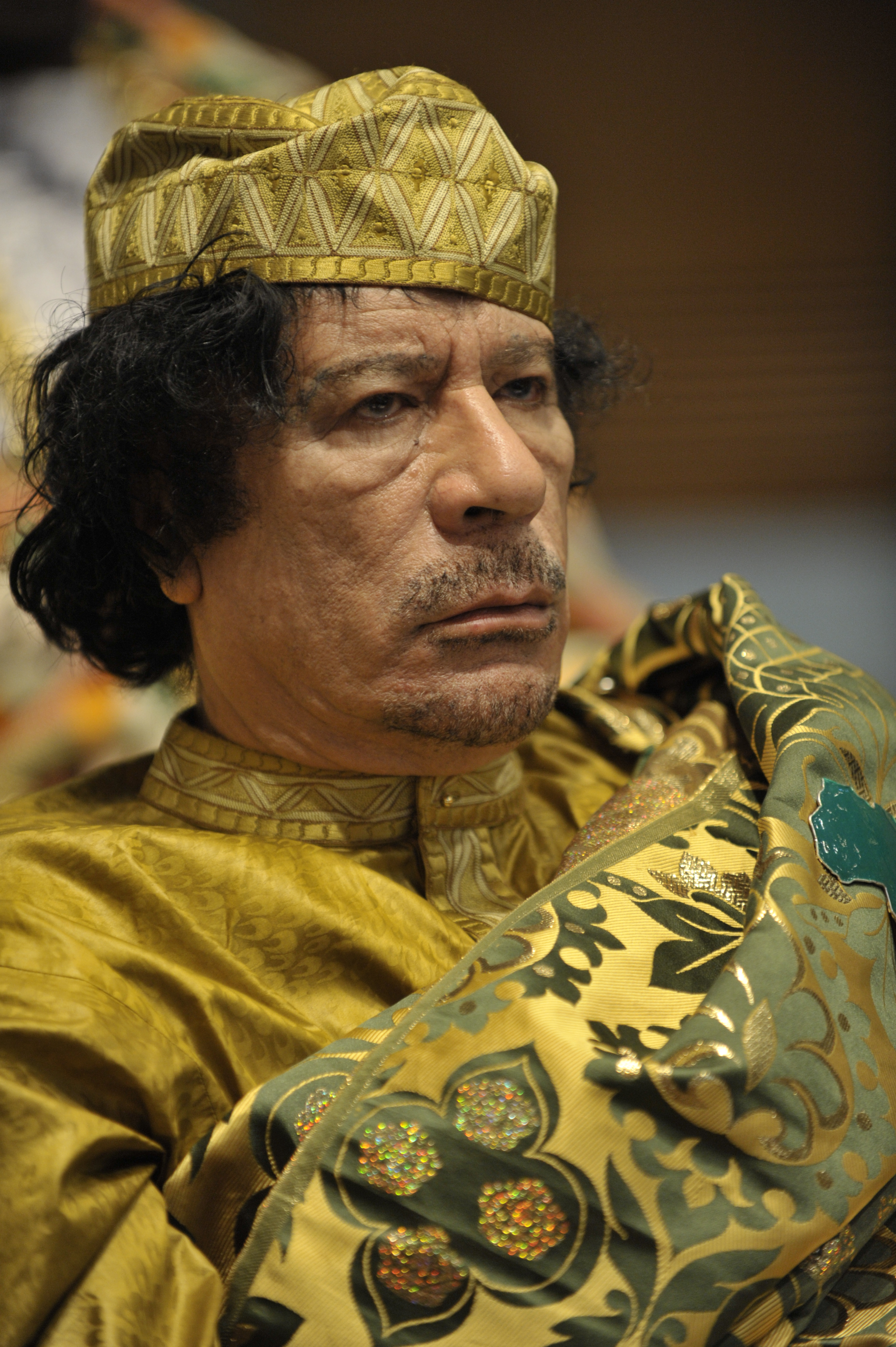
Mouammar Kadhafi

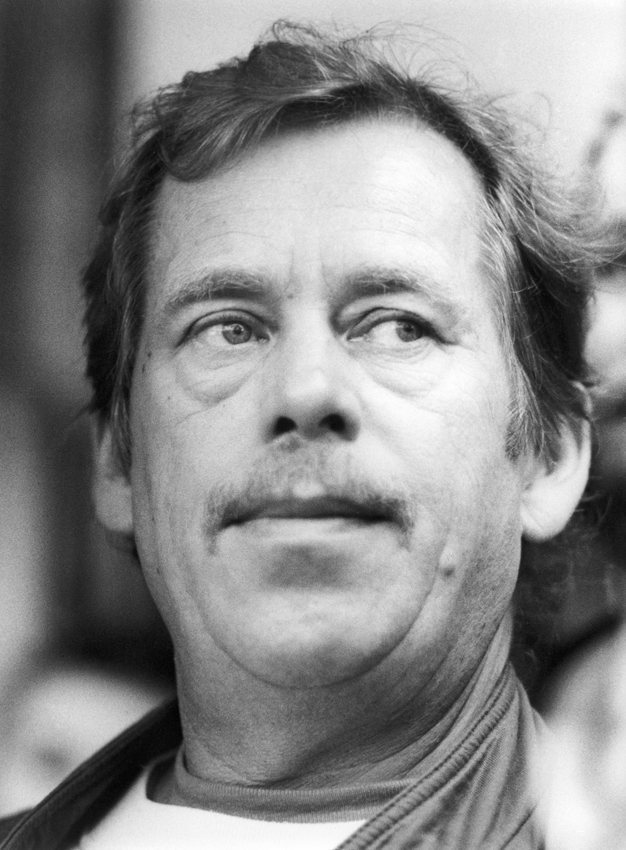
Václav Havel

Personnalités majeures décédées en 2011
- 28 février : Annie Girardot (actrice française)
- 23 mars : Elizabeth Taylor (actrice américaine)
- 2 mai : Oussama ben Laden (Islamiste apatride d'origine saoudienne)
- 7 juin : Jorge Semprún (écrivain espagnol)
- 23 juin : Peter Falk (acteur américain)
- 10 juillet : Roland Petit (chorégraphe et danseur français)
- 20 juillet : Lucian Freud (peintre figuratif britannique)
- 23 juillet : Amy Winehouse (chanteuse britannique)
- 5 octobre : Steve Jobs (entrepreneur et inventeur américain)
- 20 octobre : Mouammar Kadhafi (homme d'état libyen)
- 29 octobre : Robert Lamoureux (humoriste, acteur et cinéaste français)
- 18 décembre : Václav Havel (dramaturge et homme politique tchèque, président de la République Tchèque de 1993 à 2003)